# Pius Dirr

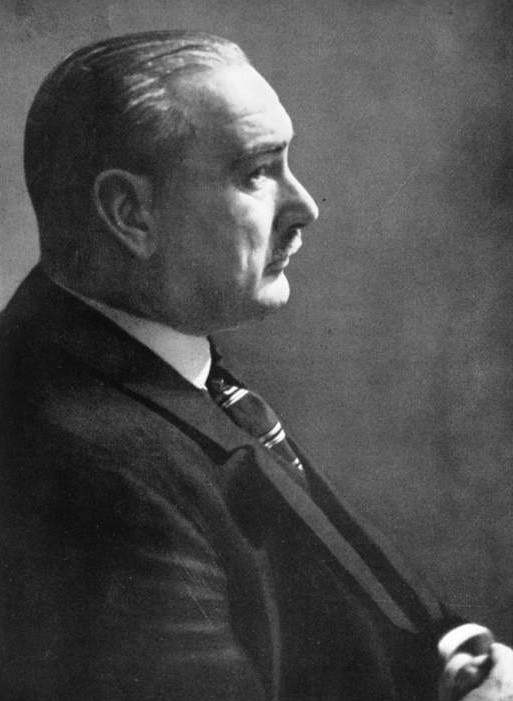
Pius Dirr (1875–1943)

Pius Dirr (* 28. November 1875 in Weisingen; † 27. Januar 1943 in München) war ein deutscher Archivar und Politiker.

## Leben
Als Sohn des Landwirts und Brauereibesitzers Franz Dirr und seiner Frau Adelheid geb. Konrad geboren, studierte Dirr nach dem Besuch der humanistischen Gymnasien in Dillingen und St. Stephan in Augsburg Geschichte, Staatswissenschaften und deutsche Philologie in München, Erlangen und Berlin. Während seines Studiums wurde er 1896 Mitglied der Burschenschaft Arminia München. Im Oktober 1899 bestand er das Staatsexamen für das höhere Lehramt an der Ludwig-Maximilians-Universität München und im Dezember 1900 das Rigorosum an der Friedrich-Alexander-Universität Erlangen. Mit einer geschichtswissenschaftlichen Dissertation zur Laxenburger Allianz wurde er zum Dr. phil. promoviert. Nach seinem Studium war er für kurze Zeit in Berlin im Verlags- und Zeitungswesen tätig, bevor er ab 1901 in den bayerischen Archivdienst ging und 1903 Vorstand des Augsburger Stadtarchivs sowie Leiter der Stadtbibliothek wurde.
Im Ersten Weltkrieg diente Dirr zunächst als Oberleutnant der Landwehr in einer Maschinengewehreinheit an der Westfront. Nach einer Verletzung infolge eines Sturzes vom Pferd wurde er ab Ende 1914 zum Stab des Generalgouverneurs für das Generalgouvernement Belgien Moritz von Bissing kommandiert. Später zum Hauptmann befördert, entwickelte sich Dirr zum Ratgeber von Bissings in der Flamenpolitik, so bei dem Plan, die Universität Gent flämisch zu machen. Seine Veröffentlichungen über die belgische Neutralitätspolitik vor dem Krieg, die Funde aus belgischen Geheimarchiven auswerteten, sorgten für großes Aufsehen und erhöhten seine Chancen bei seiner Bewerbung als Direktor des Stadtarchivs München, Nachfolger des Archivrats Ernst von Destouches.
Von 1912 bis 1924 war er Abgeordneter, zuerst in der Kammer der Abgeordneten, dann im Bayerischen Landtag. Dort war er Führer der Liberaldemokratischen Fraktion, Vorsitzender des Liberalen Pressevereins und Militärreferent. Er war Mitglied der Kommission für Bayerische Landesgeschichte und der Bayerischen Akademie der Wissenschaften. 1922 gab er im Auftrag des Bayerischen Landtags die Dokumentensammlung Bayerische Dokumente zum Kriegsausbruch und zum Versailler Schuldspruch heraus.

## Werke
- Zur Geschichte der Reichskriegsverfassung und der Laxenburger Allianz. München: Fuller 1901, zugl. Diss. phil. Erlangen 1900
- Aus Augsburgs Vergangenheit: Gedenkblätter zur Jahrhundertfeier 1806/1906. Augsburg: Kommissionsverlag von Gebr. Reichel (1906)
- Augsburg. Leipzig:  Klinkhardt & Biermann, [1909]; 2. Auflage 1917
- Die Augsburger Textilindustrie im 18. Jahrhundert. Augsburg: J. A. Schlosser 1911
- Augsburg in der Publizistik und Satire des 18. Jahrhunderts. Augsburg: Himmer 1914
- Bismarck und Belgien. [s. l.] : [s. n.] Brüssel (: Staatsdr.), 1915, (Sonderabdr.) Zum 1. April 1915
- Belgien als französische Ostmark: Zur Vorgeschichte des Krieges. Berlin: Kirstein 1917
- Auswärtige Politik Kurt Eisners und der Bayerischen Revolution, nach unveröffentlichten Geheimakten. München 1922
- Schuldfrage und Bayerische Dokumente : eine Abrechnung. München und Berlin: Oldenbourg 1924 (Digitalisat)
- (Hrsg.) Bayerische Dokumente zum Kriegsausbruch und zum Versailler Schuldspruch. München: Mühlthaler 1922

3., erweiterte Auflage, München: Oldenbourg 1925 (Digitalisat, Bayerische Staatsbibliothek)
- Französische Geheimpolitik am Rheine: 2 amtliche französische Geheimberichte. München: R. Pflaum 1923
- Buchwesen und Schrifttum im alten München: 1450–1800. Kulturgeschichtliche Studien. München: Knorr & Hirth 1929
- (Hrsg.) Denkmäler des Münchner Stadtrechts. 2 Bände München 1934
- Grundlagen der Münchner Stadtgeschichte. München: Beck 1937 (Digitalisat)